# 베르테르 효과
베르테르 효과(Werther effect) 또는 모방 자살 효과(copycat suicide effect)는 유명인 또는 평소 선망하거나 존경하던 인물이 자살할 경우, 유명인이 자신과 비슷한 어려움에 처해 있던 것을 느꼈을 때 심리적으로 영향을 더 크게 받고 유명인과 자신을 동일시여겨 유사방식으로 잇따라 자살을 시도하는 현상을 말한다. 텔레비전 등의 미디어에 보도된 자살을 모방하기 때문에 벌어진다.
베르테르라는 용어는 요한 볼프강 폰 괴테의 소설 《젊은 베르테르의 슬픔》(1774년)의 주인공 이름에서 따왔고 1974년 사회학자 데이비드 필립스(David Philips)가 이 개념을 창안했다.

## 유래
괴테가 1774년 발표한 소설 '젊은 베르테르의 슬픔'은 주인공 베르테르가 자살하는 내용을 담고 있다. 괴테를 순식간에 전 유럽에 알린 이 소설은 18세기 당시에도 5개 국어로 번역될 만큼 선풍적인 인기를 끌었다. 그리고 유럽 곳곳에서 베르테르를 모방한 자살이 유행처럼 번지기 시작했는데, 이 작품을 읽고 베르테르의 자살을 모방하여 자살한 사람은 지금까지 전 세계에 2000여 명 정도로 추산된다.